# كان كيكوتشي
كان كيكوتشي (باليابانية: 菊池 完) (3 مايو 1977 في نيشي طوكيو في اليابان – )؛ هو لاعب كرة قدم ياباني سابق كان يلعب كمدافع.

## وصلات خارجية
- كان كيكوتشي على موقع رابطة كرة القدم اليابانية للمحترفين (اليابانية)
- كان كيكوتشي على موقع Soccerway.com (الإنجليزية)